# 御霊神社 (藤沢市宮前)
御霊神社（ごりょうじんじゃ）は神奈川県藤沢市宮前にある神社。

## 祭神
- 早良親王（さわらしんのう）
- 鎌倉権五郎景政（かまくらごんごろうかげまさ）
- 葛原親王（くずはらしんのう）
- 高見王（たかみおう）
- 高望王（たかもちおう）

## 歴史
天慶3年（940年）に村岡五郎良文が平将門の討伐祈願のために山城国洛中（京都市上京区上御霊前通）の御霊神社より勧請した。のちに鎌倉権五郎景政、葛原親王、高見王、高望王が祭神に加えられた。

## 境内社
- 十二天王
- 疱瘡神
- 矢竹稲荷大明神 - 折笹矢竹稲荷大明神、笹折矢竹稲荷大明神と表記される場合もある。鎌倉権五郎景政が後三年の役のさいに片目を射られた矢を射返して敵を討った。この矢を地に刺すと矢笹が生えてきたので矢竹稲荷を祀ったという[1]。
- 七面宮

## 分社
村岡五郎良文の居城だった村岡城址（藤沢市村岡東三丁目28番2号の村岡城址公園〈北緯35度20分40.4秒 東経139度30分27.8秒 / 北緯35.344556度 東経139.507722度〉）の近くにあることからこの神社から分霊したとされる神社が県内に16社あり（鎌倉市の御霊神社、葉山町の御霊神社、旧・大庭神社ともされる藤沢市大庭の熊野神社等）、そのほかにも同系列の神社が存在する。

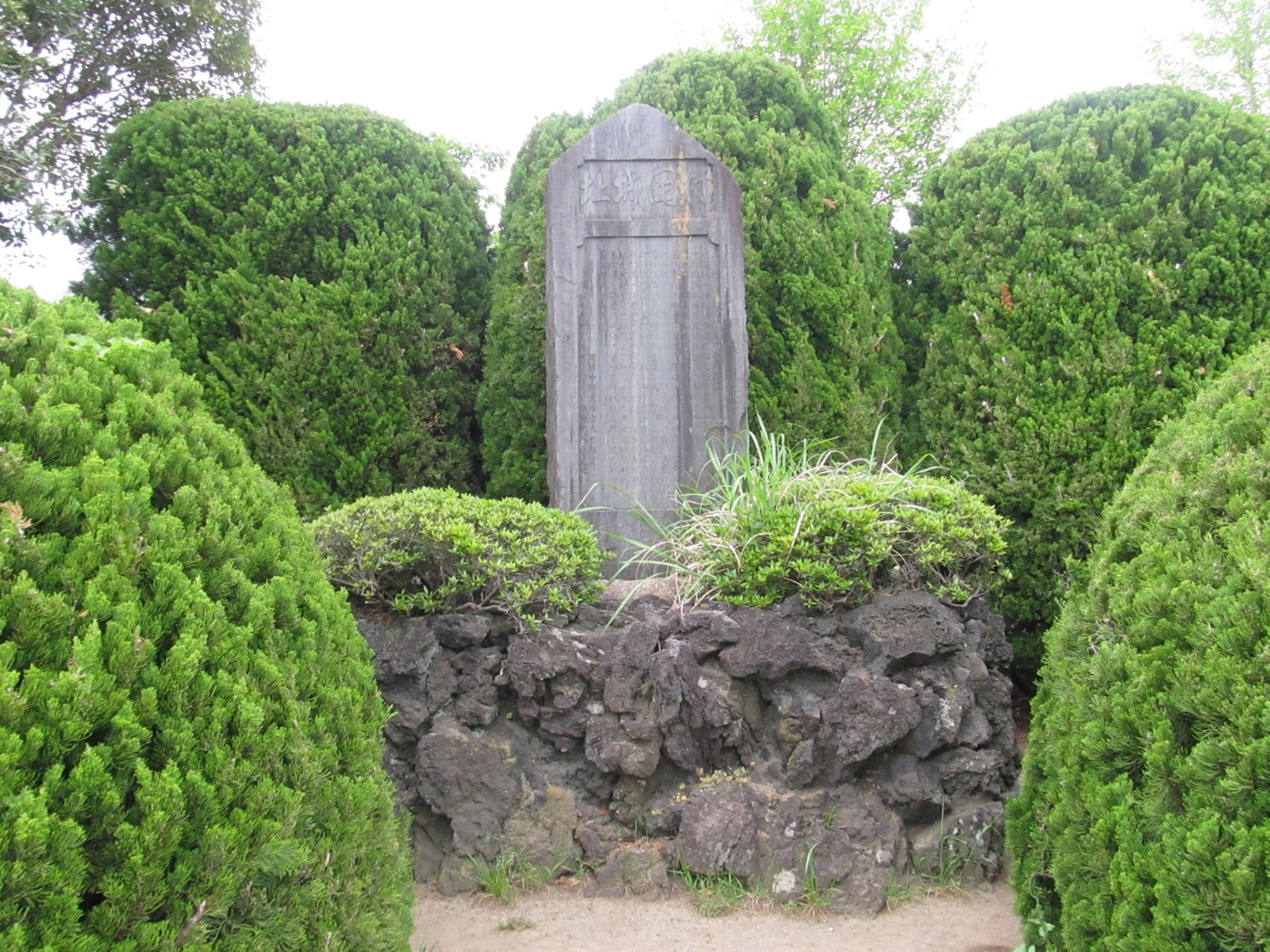
村岡城跡
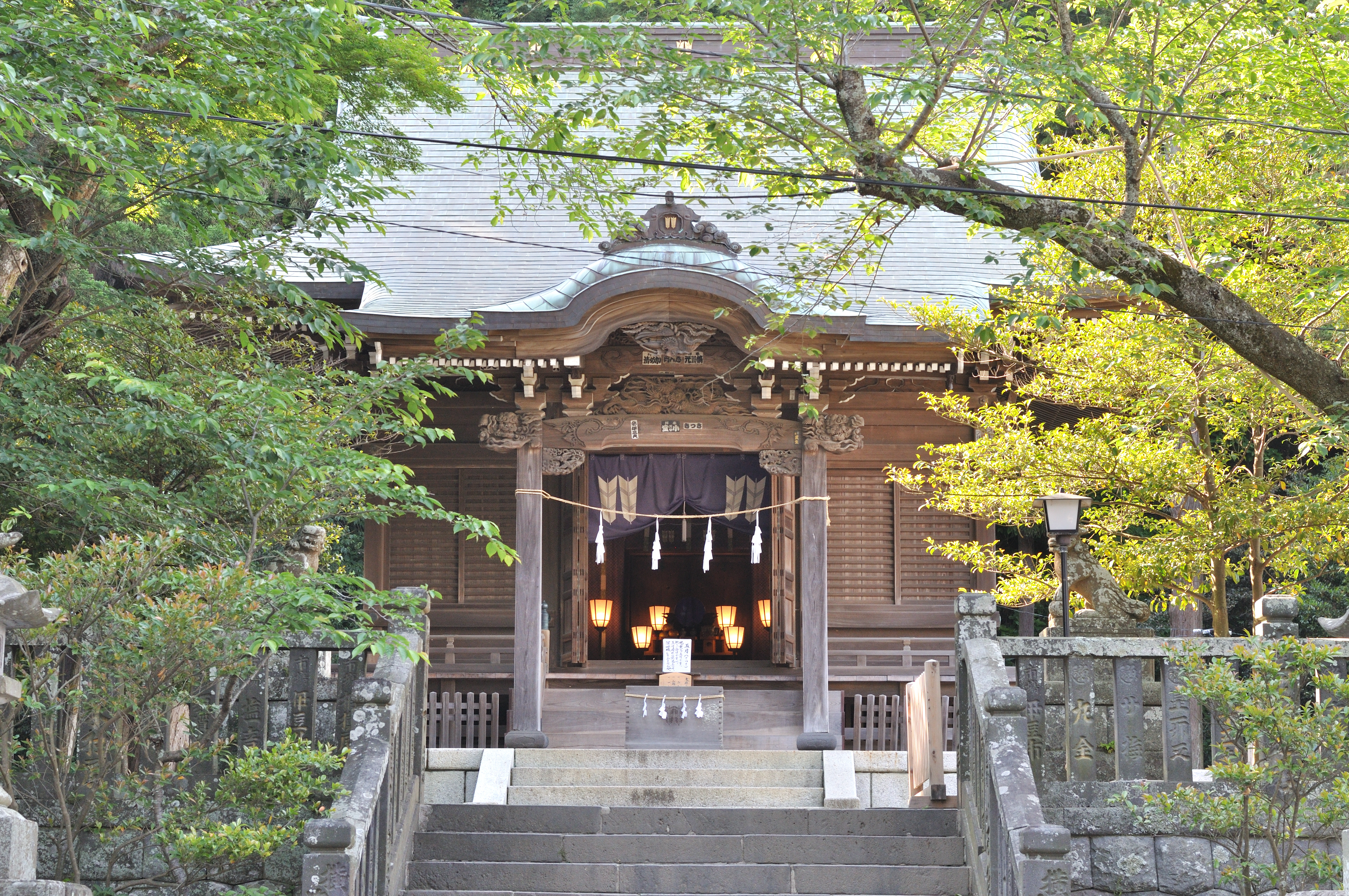
御霊神社（鎌倉市）
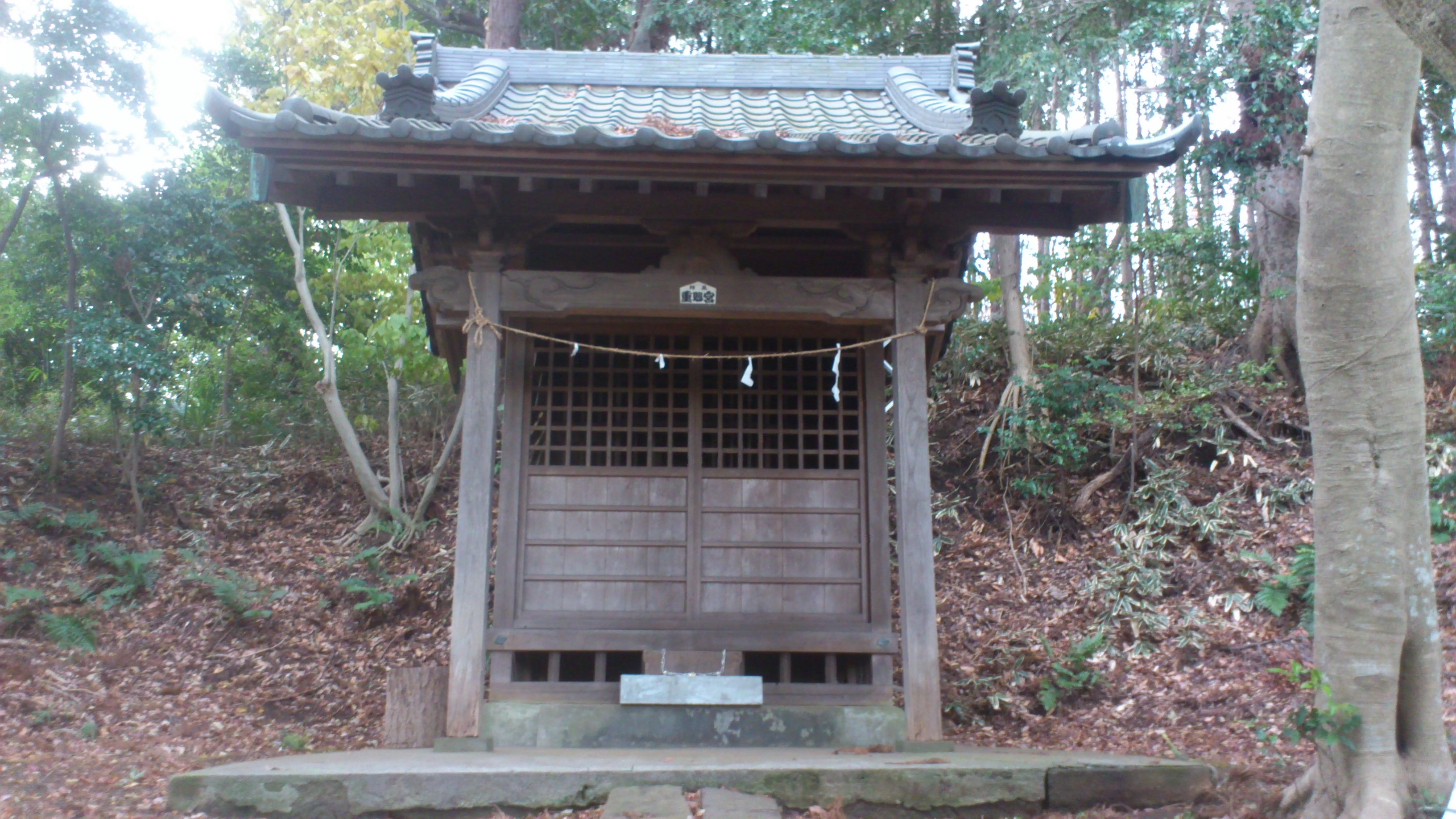
熊野神社（藤沢市大庭）

## 祭事
- 例祭　9月の第2日曜日
- 湯花神楽

## 所在地情報
所在地
神奈川県藤沢市宮前560番地
交通
- バス
  - 村岡宮前（江ノ電バス）

## その他
- 旗立山 - 御霊神社の東に続く丘は平台とよぶが、源頼義が軍勢を集めるために、ここに白旗を立てたので旗立山ともいう[2]。